# L'Enlèvement de Proserpine (Le Bernin)
Pour les articles homonymes, voir Enlèvement de Proserpine par Pluton (Girardon).
L'Enlèvement de Proserpine ou Le Rapt de Proserpine est un grand groupe baroque sculpté en marbre de l'artiste italien Le Bernin, exécuté entre 1621 et 1622, lorsque sa carrière est à ses débuts. Le groupe, achevé alors qu'il n'a que 23 ans, représente le « rapt de Proserpine » (Perséphone dans la mythologie grecque), capturée et emmenée aux Enfers par le dieu Pluton (Hadès),. On y voit Pluton soulevant Proserpine et un Cerbère symbolisant la frontière vers le monde souterrain dans lequel Pluton la transporte.
Le cardinal Scipione Caffarelli-Borghese a commandé la sculpture et l'a offerte au nouveau cardinal-neveu Ludovico Ludovisi, peut-être dans le but de gagner sa faveur. Le choix de représenter le mythe de Proserpine peut être lié à la mort récente du pape Paul V ou à la récente accession au pouvoir de Ludovico,. Le Bernin s'est inspiré de Jean Bologne et d'Annibale Carracci pour cette sculpture, qui est la seule œuvre pour laquelle il subsiste des éléments préparatoires. L'Enlèvement de Proserpine est réalisé en marbre de Carrare et était à l'origine placé sur un piédestal, depuis détruit, avec un poème de Maffeo Barberini (1631-1685). Il a été salué pour son réalisme, le marbre imitant d’autres matériaux comme la chair ; le détail est remarquable : par exemple, un filet de larmes contribue à l'expressivité du visage de Proserpine.

## Sujet
L'Enlèvement de Proserpine est basé sur le mythe latin de Proserpine, que l'on retrouve à la fois dans les Métamorphoses d'Ovide et dans le De Raptu Proserpinae de Claudien. Proserpine, fille de Jupiter et de Cérès, déesse romaine de l'agriculture, cueille des fleurs lorsqu'elle est saisie par le dieu des Enfers, Pluton. Celui-ci surgit de terre dans un char tiré par quatre chevaux noirs et force Proserpine à descendre avec lui dans les Enfers, après que Cérès ait entendu sa fille crier. Cérès assèche la terre et provoque la ruine des récoltes, ce qui incite Jupiter à négocier un accord : Pluton et Cérès auront chacun Proserpine pendant la moitié de l'année. Le mythe symbolise le changement des saisons : l'arrivée du printemps est marquée par l'arrivée de Proserpine sur Terre et son retour dans les Enfers, six mois plus tard, coïncide avec l'arrivée de l'automne ;  le printemps reviendra ensuite l'année suivante, avec la jeune fille
La statue du Bernin présente le moment culminant de l'histoire, lorsque Pluton attrape Proserpine, qui se débat alors qu'il la porte vers les Enfers, symbolisés par un Cerbère. Les figures sont presque entièrement nues, bien que du tissu recouvre encore la cuisse de Pluton et l'épaule de Proserpine. Le Cerbère est uni à Pluton par ce tissu.
De nombreuses sculptures de l'époque n'avaient pas de perspective centrale à partir de laquelle les regarder, obligeant l'observateur à les voir sous plusieurs angles avant de pouvoir les comprendre dans leur intégralité. L'Enlèvement de Proserpine peut être vu dans son intégralité sous un seul angle, en se situant devant le socle. Tous les autres points de vue sont subalternes.

## Histoire

### Commission

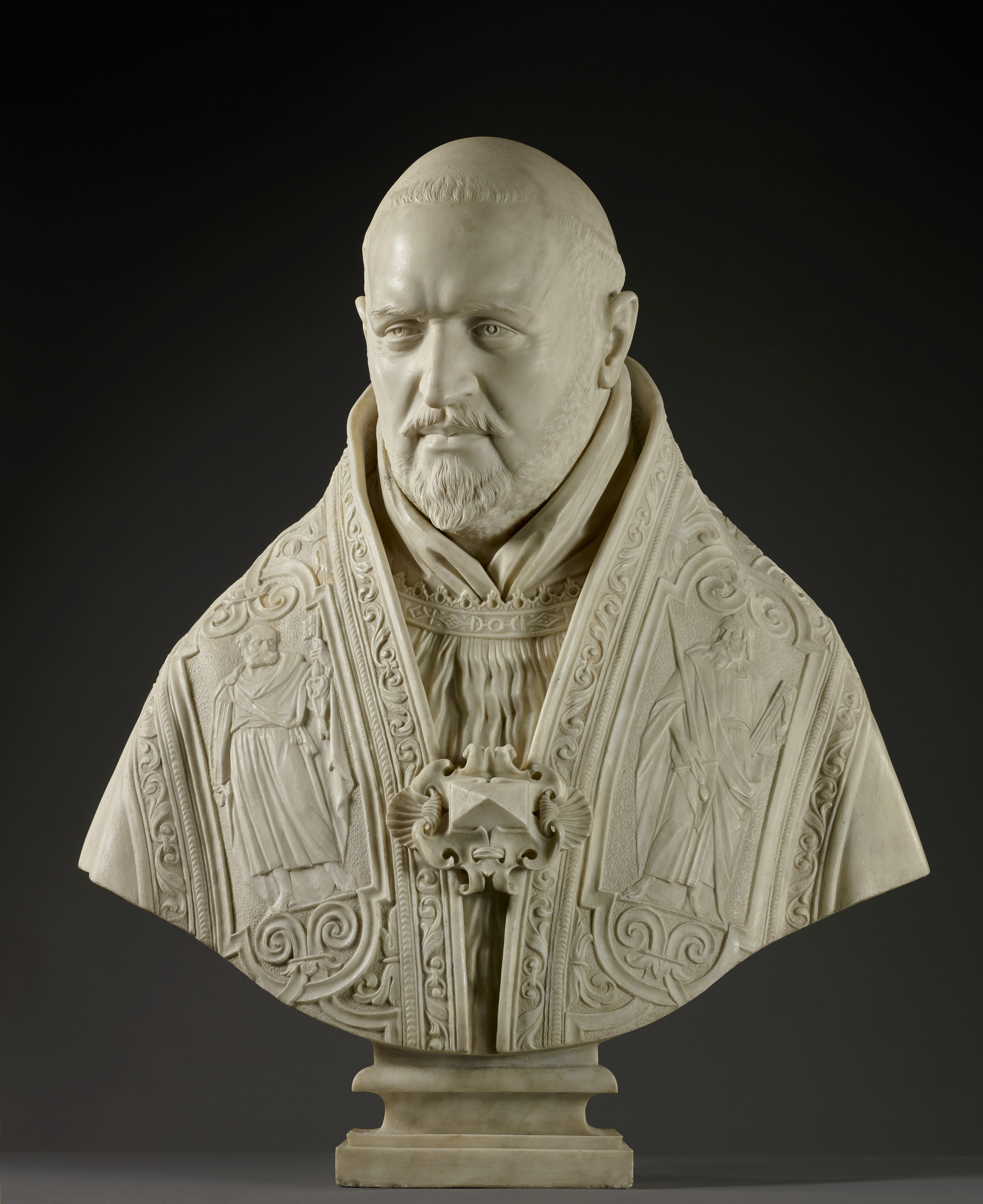
Le Bernin, Buste du pape Paul V, 1621, Getty Center.

Comme beaucoup des premières œuvres du Bernin, L'Enlèvement de Proserpine est commandé par le cardinal Scipione Borghese, avec un buste en mémoire de son oncle, le pape Paul V, décédé en janvier 1621. La sculpture, la première d'une série d'œuvres majeures pour le cardinal, comprenant David et Apollon et Daphné, est achevée l'année suivante, en 1622, et est livrée le 23 septembre à la Villa Borghèse à l'extérieur de la Porta Pinciana, dont la façade principale présente déjà le mythe de Proserpine.  Pour sa réalisation, Le Bernin reçoit au minimum trois paiements d'une valeur d'au moins 450 scudi à partir de juin 1621.
La sculpture a été placée contre un mur sur un piédestal, aujourd'hui détruit, sur lequel était inscrit un distique élégiaque moralisateur en latin de Maffeo Barberini, le futur pape Urbain VIII et client du Bernin, qui, impressionné par la qualité du marbre, justifie la présence de cette fable païenne dans la maison du cardinal. Il écrit :
« Quisquis humi pronus flores legis, inspice saevi me Ditis ad domum rapi. » (« Toi qui ramasses des fleurs, regarde-moi être emmenée dans la maison du cruel Dite. »)
L'inscription, créée à l'origine entre 1618 et 1620, est l'avertissement angoissé de Proserpine aux autres cueilleurs de fleurs. Étant donné que les fleurs ne sont pas représentées sur la statue, bien qu'elles soient explicitement mentionnées dans le poème, il est peu probable que le poème ait inspiré la commande.

### Transfert à Ludovico Ludovisi
Finalement, peu de temps après, la statue est offerte au cardinal-neveu Ludovico Ludovisi et transférée dans sa villa à l'été 1623,. L'inventaire Ludovisi atteste du déménagement comprenant la description d'« une Proserpine en marbre qu'un Pluton emporte d'environ 12 paumes de haut et une boîte à trois côtés avec un piédestal en marbre avec quelques vers sur la face ». On ne sait pas exactement pourquoi Scipione a offert la sculpture à Ludovico, un rival politique, bien qu'il puisse s'agir d'une tentative de s'attirer les faveurs des Ludovisi après la mort du pape Borghèse et l'ascension d'Alessandro Ludovisi à la papauté. La sculpture pourrait aussi être un paiement explicite pour une faveur politique faite à Scipione. Scipione est détesté par les Ludovisi en raison de son appropriation des revenus de l'archevêché de Bologne du pape Ludovisi. De plus, la famille alliée des Ludovisi, les Aldobrandini, a été mal traitée pendant la papauté des Borghèse et exige vengeance. Le même mois où Scipione livre L'Enlèvement de Proserpine à la Villa Ludovisi, un juge et proche allié de Borghese est emprisonné ; la statue pourrait donc avoir été un tribut à la famille Ludovisi, désormais puissante. Quoi qu'il en soit, l'Apollon et Daphné remplace probablement L'Enlèvement de Proserpine, ou du moins permet à Scipione de croire qu'il peut se permettre de donner la première statue.
Étant donné l'étroite affiliation de Borghèse avec l'Église catholique, il pourrait être quelque peu déroutant pour un observateur occasionnel de comprendre pourquoi le cardinal Scipione Borghese a choisi de commander une œuvre d'art représentant la mythologie païenne : les statues de ce type sont alors créées pour afficher la connaissance et la culture, et portent souvent un petit emblème du pape signifiant comment la morale chrétienne peut être tirée de telles scènes païennes. De plus, le mythe de Proserpine, bien que symbolisant le renouveau annuel de la nature, est relié par les catholiques à la mort et à la résurrection du Christ,. Matthias Winner suggère que Scipione Borghèse a commandé une statue liée à la résurrection dans l'espoir d'une résurrection du pape Borghèse récemment décédé. Christina Strunck soutient que la statue a été créée comme une insulte aux Ludovisi ; interpréter le mythe comme la mort de la végétation peut être un affront au début de la nouvelle ère Ludovisi, et  L'Enlèvement de Proserpine peut être un avertissement que le pape Ludovisi, notoirement malade, ne vivrait pas longtemps.

### Inspiration
Le Bernin avait accès à un grand nombre d’œuvres de son époque. Au début de sa carrière, ses relations avec Maffeo Barberini et Scipione Borghese lui ont permis d'accéder aux archives apostoliques du Vatican. En combinant avec ses visites quotidiennes aux collections du Vatican lorsqu'il était enfant et la tutelle de son père, Pietro Bernini, Gian Lorenzo a pu avoir accès à de nombreuses sources d'inspiration.
Il a peut-être été inspiré par le médiocre bronze de Pluton et Proserpine de Pietro da Barga, qui représente un Pluton tenant une Proserpine parallèle à lui et en l'air, avec un Cerbère à ses pieds. Il s'agissait probablement d'une tentative de reconstruction du bronze de Praxitèle, L'Enlèvement de Proserpine, qui a depuis été perdu mais qui a été évoqué dans l'Histoire naturelle de Pline l'Ancien. Le même ouvrage évoque une statue en bronze perdue de Bacchus provenant de Praxitèle, que Michel-Ange a ensuite reconstituée en marbre. Ainsi, malgré la qualité apparemment médiocre de l'œuvre, Le Bernin a peut-être suivi l'exemple de Michel-Ange et tenté de copier Praxitèle.
La position élevée de Proserpine rappelle à la fois L'Enlèvement des Sabines de Jean Bologne et son Hercule et Antée. Dans L'Enlèvement des Sabines, la victime est maintenue en l'air tandis qu'elle étend les bras et regarde ailleurs avec désespoir. De même, dans l'autre sculpture, Hercule soulève Antée tandis que celle-ci repousse violemment sa tête. Les deux sculptures sont similaires dans la manière dont Proserpine tente d'échapper à l'emprise de Pluton, mais L'Enlèvement des Sabines est destiné à être vu sous de nombreux angles, une différence essentielle par rapport à L'Enlèvement de Proserpine, qui a une perspective prédominante.
Annibale Carracci, un mentor du Bernin, a eu une influence sur la forme et la structure faciale de Pluton et de Proserpine. Les personnages des fresques de la galerie Farnèse ont une anatomie comparable au corps voluptueux de Proserpine et à la musculature de son ravisseur. De même, le visage de Pluton est étroitement lié à celui du Jupiter de Carracci ; la forme et la structure faciale de Proserpine rappellent l'Andromède de Carracci alors qu'elle s'éloigne de Pluton et cherche désespérément de l'aide. Même Cerbère est analogue au chien de Pâris dans les fresques de la galerie Farnèse. Au-delà de Carracci, l'expression de Proserpine ressemble à celle du Groupe du Laocoon que Le Bernin avait restauré auparavant, et sa forme reflète celle des Niobides. Enfin, la position campée de Pluton et l'utilisation d'un contre appui rappellent le Gladiateur Borghèse, qui avait récemment été acheté par Scipione.

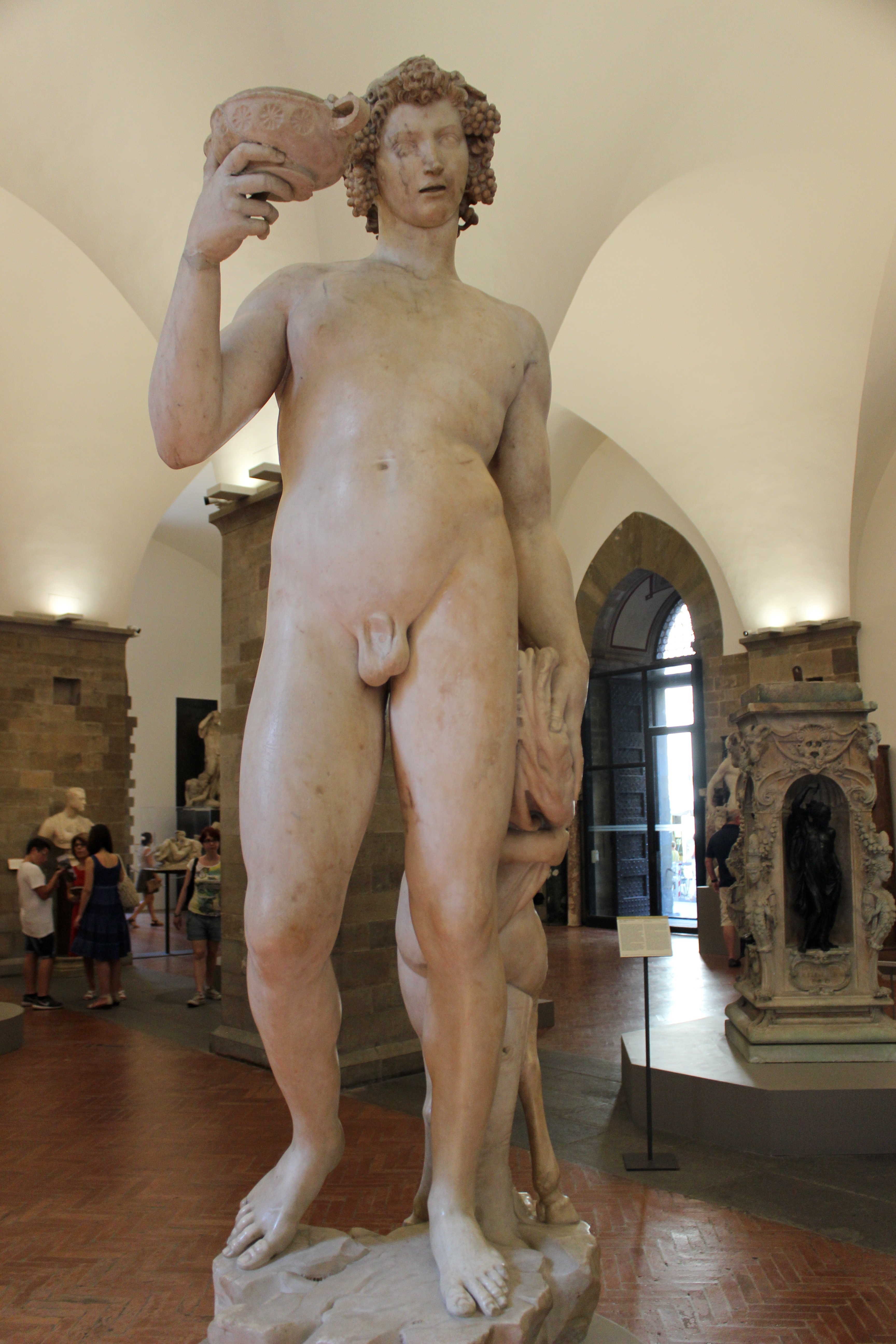
Michel-Ange, Bacchus, 1497, musée national du Bargello
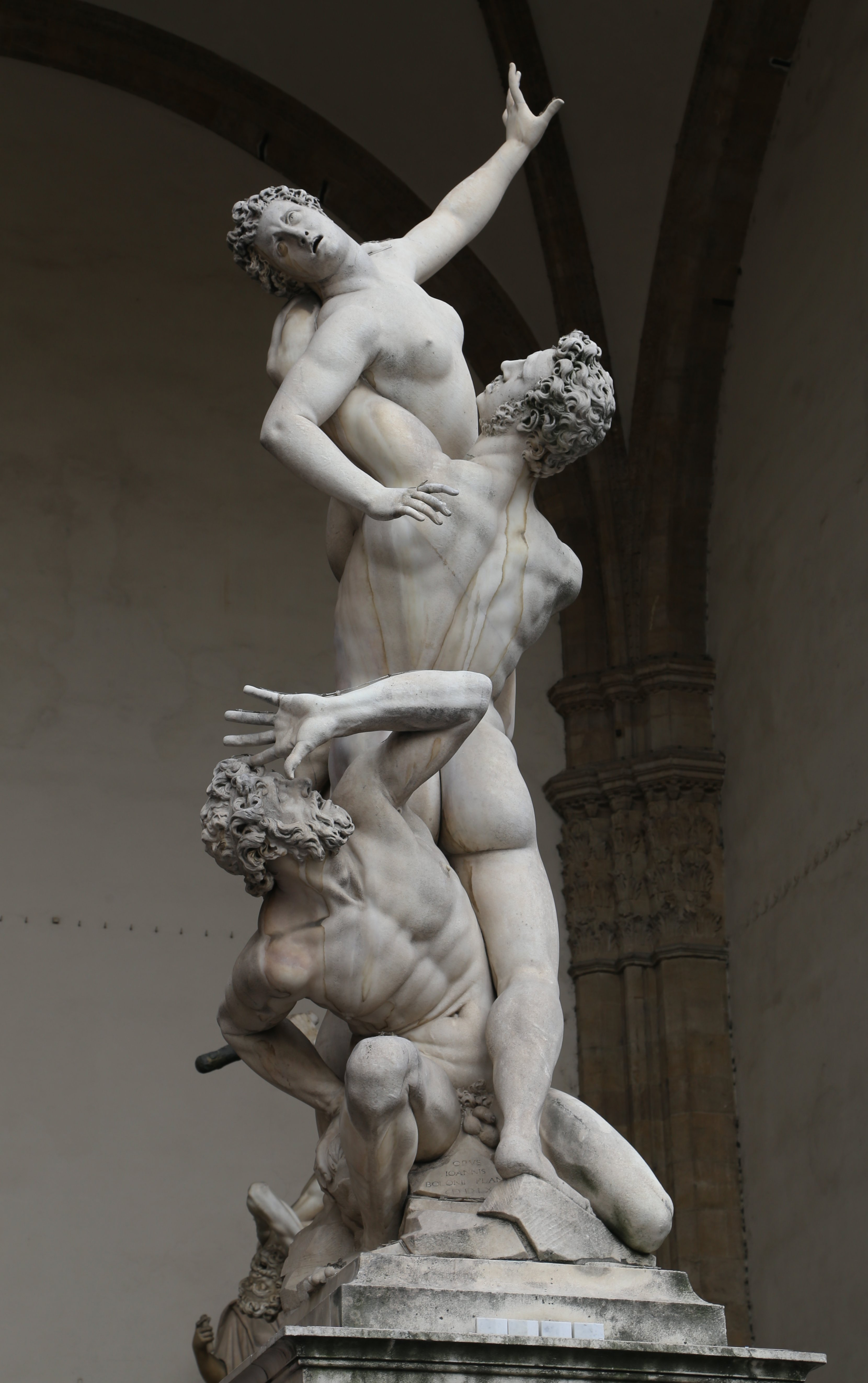
Jean Bologne, L'Enlèvement des Sabines, 1579-1583, Loggia des Lanzi, Florence
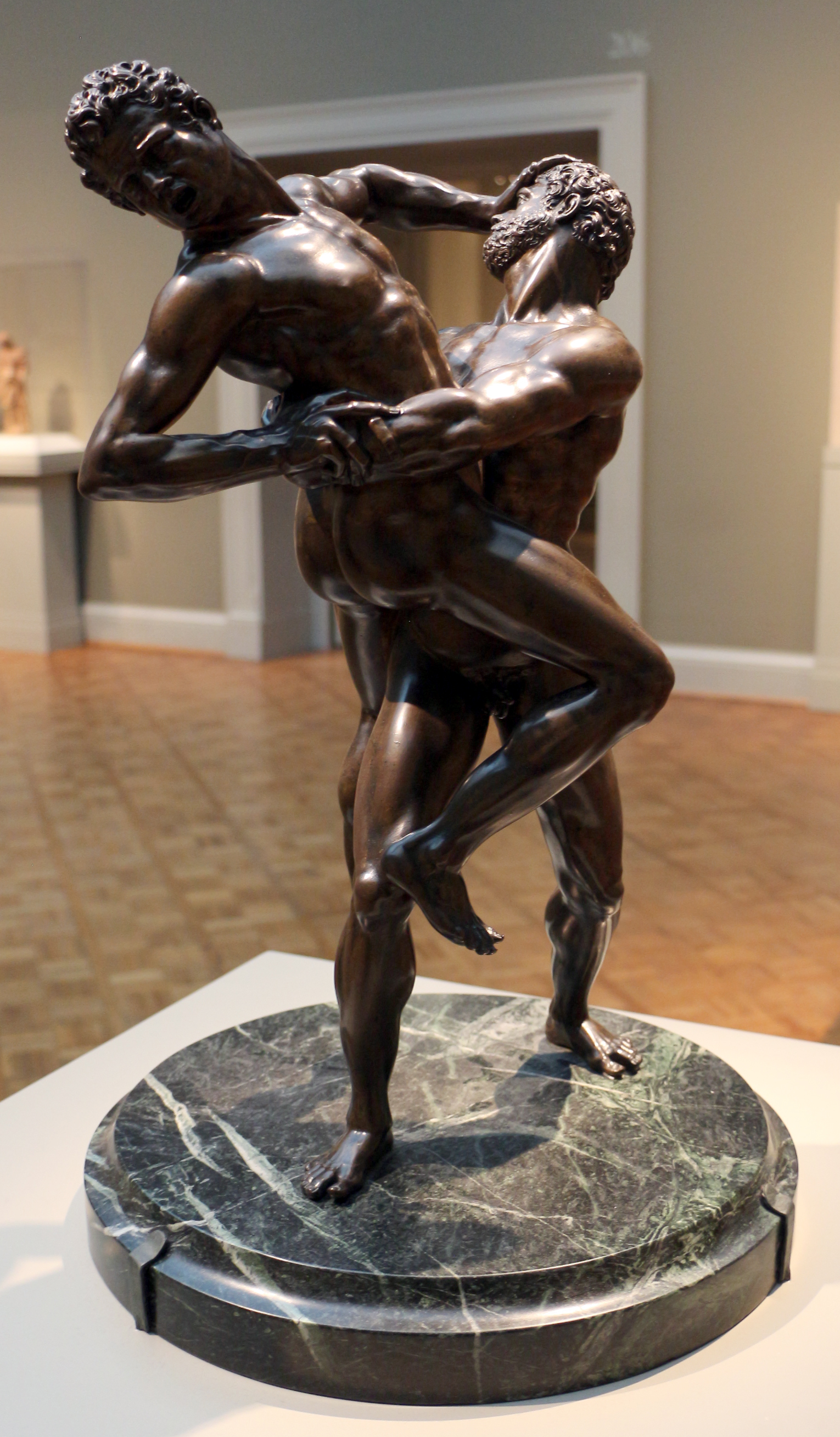
Jean Bologne, Hercule et Antée, 1600-1625, Chicago
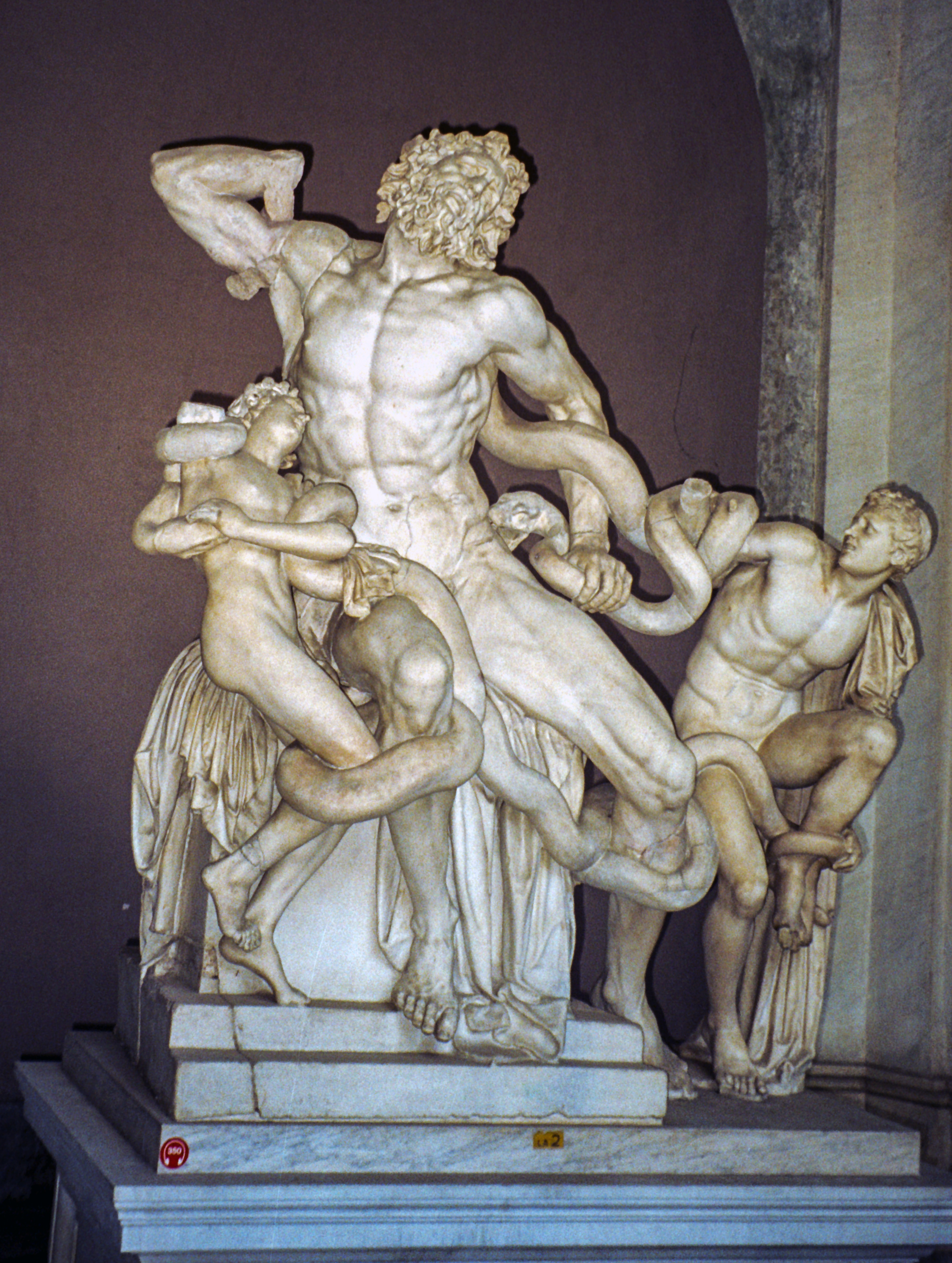
Groupe du Laocoon, vers 40 av. J.-C., musée Pio-Clementino, Vatican
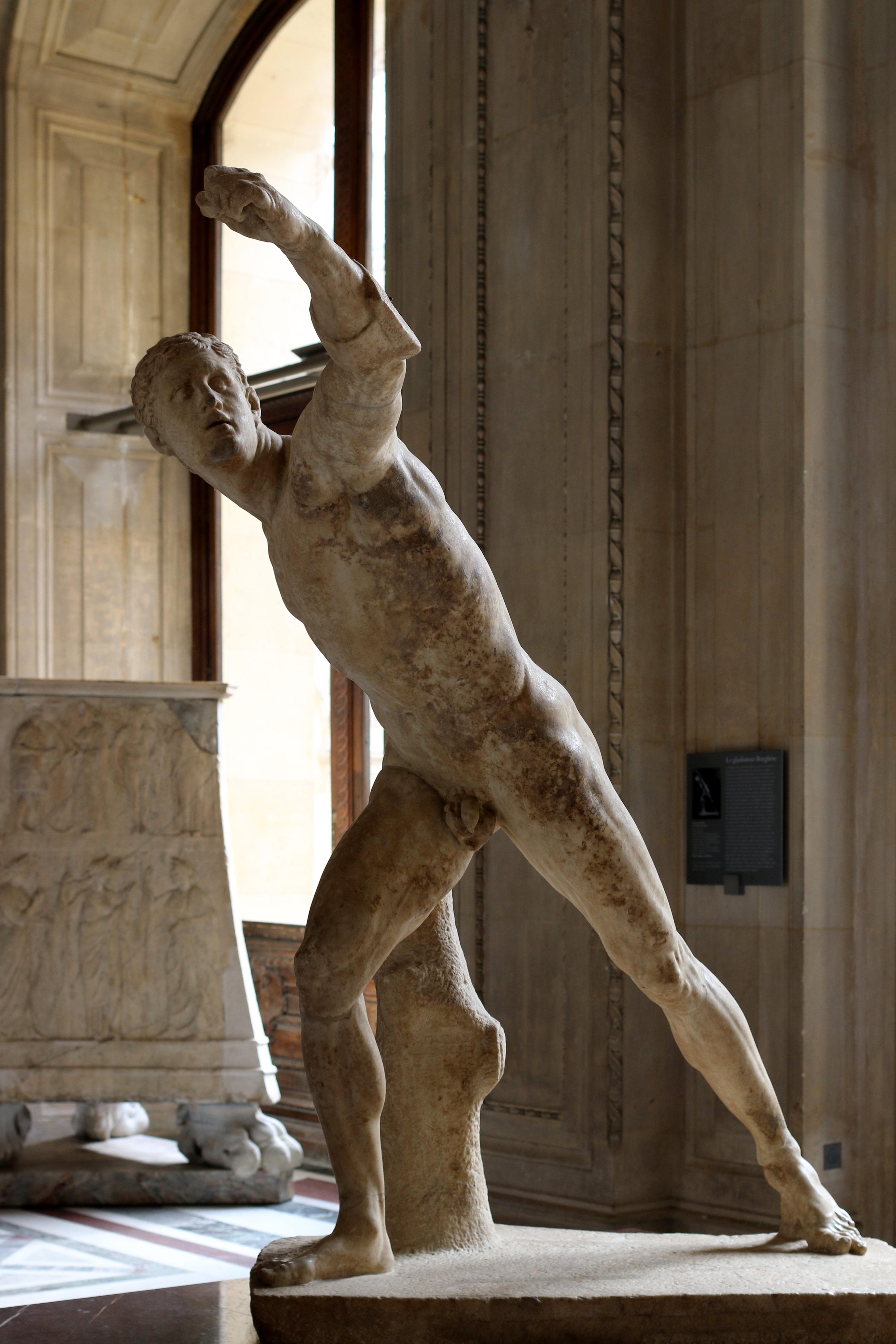
Gladiateur Borghèse, musée du Louvre

### Travaux préparatoires

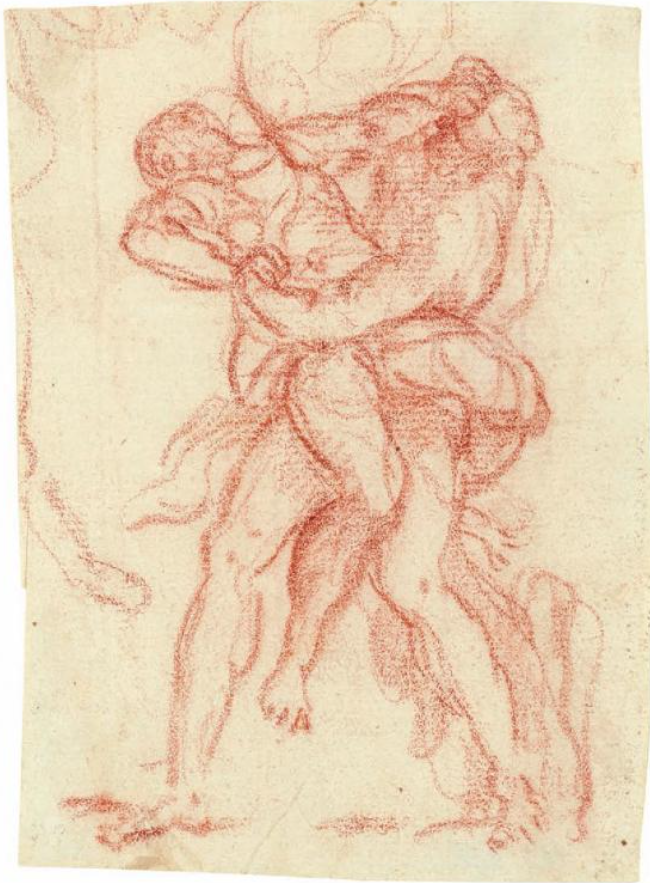
Première esquisse de L'Enlèvement de Proserpine.

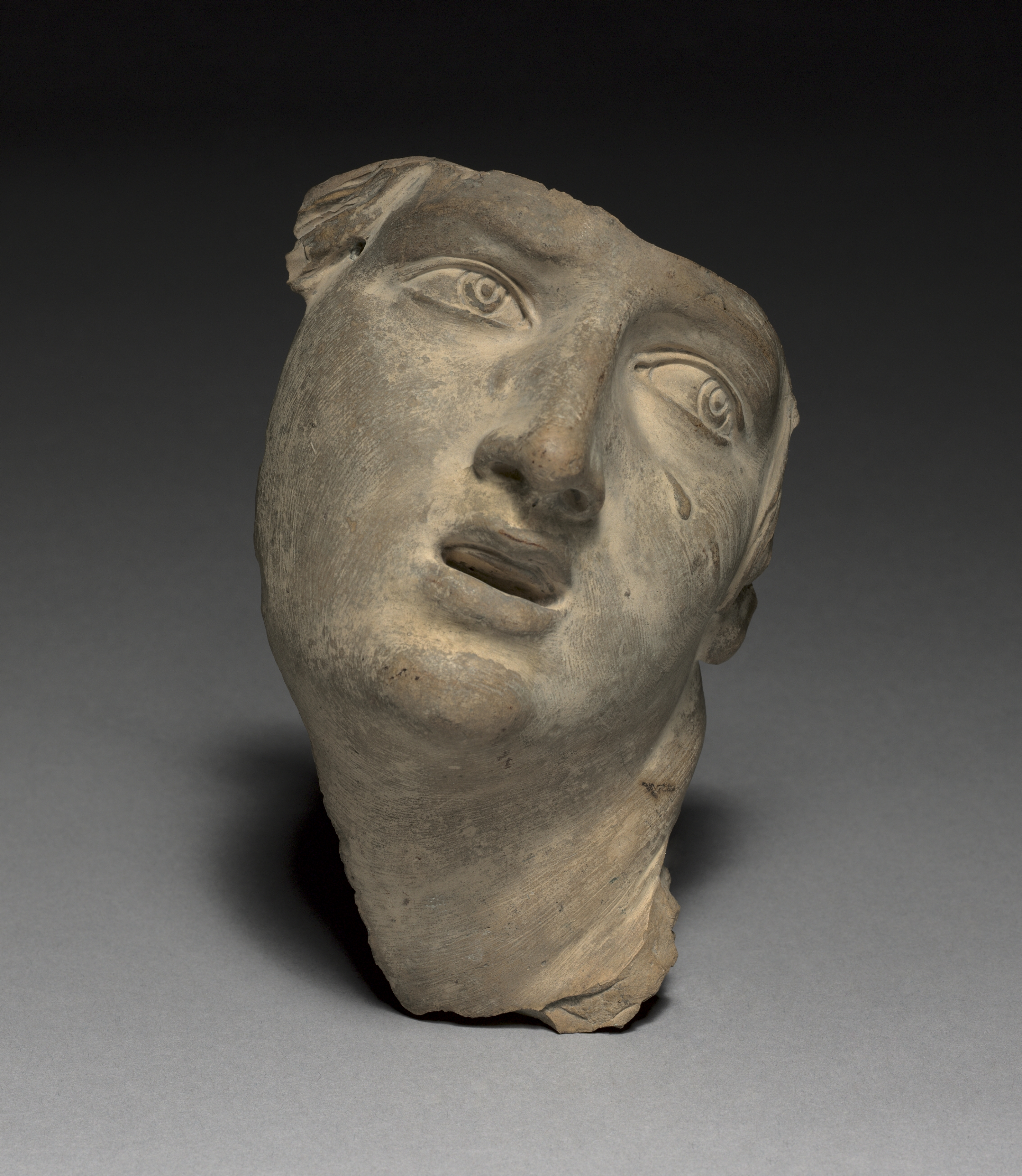
Tête de Proserpine, Cleveland Museum of Art.

De toutes les œuvres du Bernin commandées par Scipione Borghese, le seul matériel préparatoire connu (et premier dessin datable du Bernin) est une esquisse de L'Enlèvement de Proserpine. Dans la sculpture du Bernin, Pluton et Proserpine sont presque parallèles, mais dans le dessin, Proserpine forme une diagonale à travers le corps de Pluton ; de plus, Cerbère est absent, bien qu'il y ait un objet vague à la jambe de Pluton, et le bras droit de Proserpine ne se lève pas vers le haut.
Une étude fragmentaire de la tête de Proserpine se trouve au Cleveland Museum of Art. De petites particules incrustées à la surface de la terre cuite suggèrent qu'une étude en argile plus grande existait, mais qu'elle a été utilisée pour réaliser un moulage en plâtre, en détruisant tout sauf la tête. La pièce restante a ensuite été cuite en terre cuite. Le fragment, qui est presque identique à la tête de la sculpture terminée, a longtemps été considéré comme un travail préparatoire du Bernin, mais des marques de grattage inhabituelles de sa part suggèrent qu'il a plutôt été réalisé par un membre de son atelier. La Tête de Proserpine a été achetée par Busiri Vici en 1839 et revendue au Cleveland Museum of Art en 1968.

### Réalisation
L'Enlèvement de Proserpine est réalisé en marbre de Carrare de haute qualité, difficile à trouver en grands blocs et très convoité par les sculpteurs du XVIIe siècle. Proserpine est maintenue en l'air avec une facilité apparente et son bras s'étend loin du reste du groupe alors que le marbre est un matériau très lourd. Étant donné que l'esquisse originale ne comportait pas de Cerbère, il est possible que le chien n'ait été ajouté que lorsque Le Bernin s'est rendu compte qu'il avait besoin d'un contrefort pour soutenir le reste de la sculpture. Le Bernin a utilisé différents outils pour rendre l’illusion de matériaux différents : il obtient la douceur de la chair avec des abrasifs, le feuillage avec un ciseau et le tissu avec une râpe.

### Histoire ultérieure
En 1750, L'Enlèvement de Proserpine est déplacé au Palazzo Grande ; au XIXe siècle, la sculpture retourne à la Villa Ludovisi. Entre 1895 et 1890, une partie de la villa est détruite et la sculpture est placée au pied du grand escalier du Palazzo Piombino. Finalement, en 1908, la sculpture est achetée par le gouvernement italien et restituée à la Galerie Borghèse, où elle est placée au centre de la Salle des Empereurs, la salle IV du musée. Le piédestal d'origine, détruit à un moment donné, a été remplacé par une simple base en marbre blanc sculptée en 1911 par Pietro Fortunati. Pendant la Première Guerre mondiale, la sculpture a été protégée par une caisse et des sacs de sable pour éviter tout dommage.

## Analyse

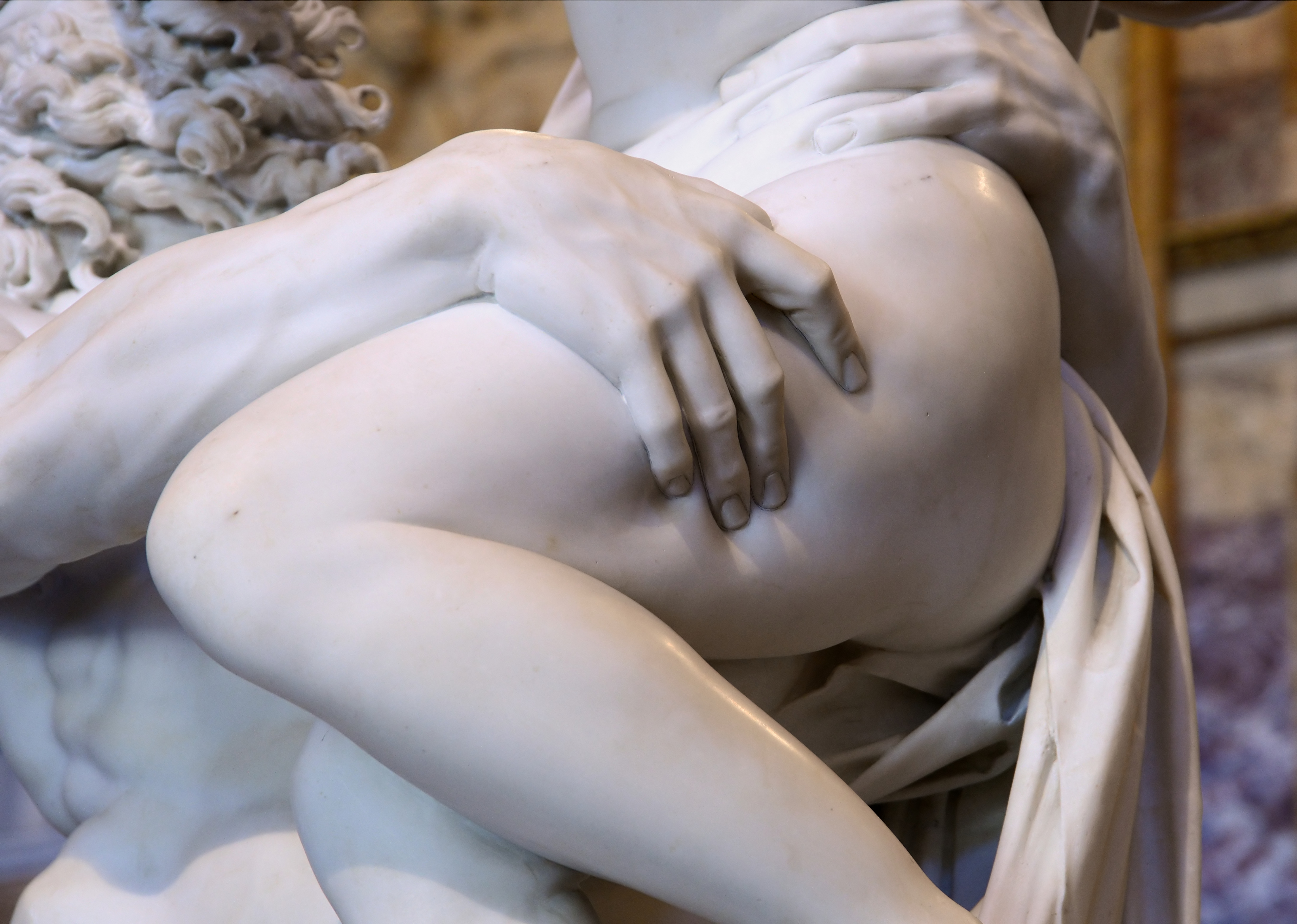
Détail de la main de Pluton empoignant la cuisse de Proserpine.

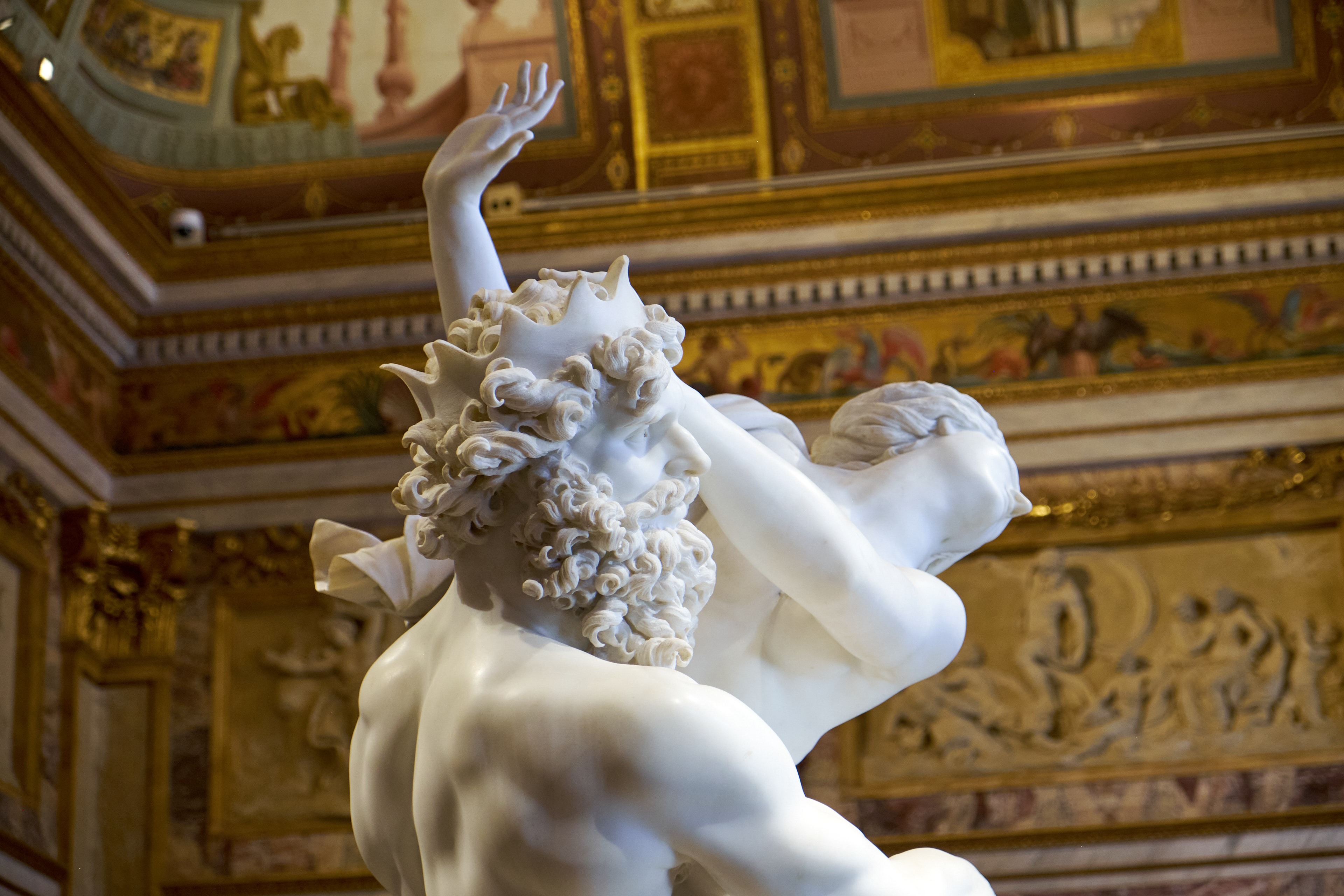
Détail des cheveux et de la barbe de Pluton.

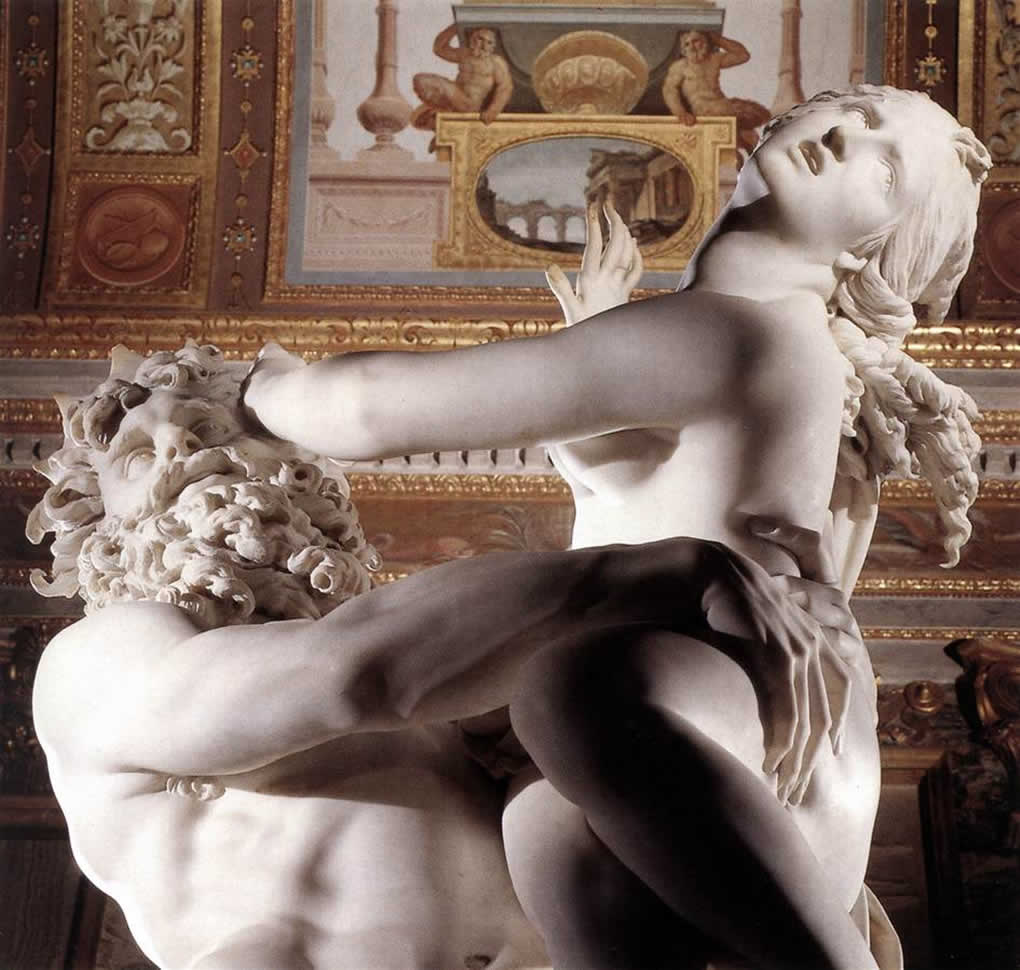
Détail de la lutte entre Pluton et Proserpine.

L'œuvre du Bernin saisit l'action au plus fort de son développement et offre à l'observateur un maximum pathos : les émotions des personnages sont parfaitement représentées et lisibles à travers la gestuelle et l'expressivité des visages. Pluton se caractérise par ses attributs royaux, la couronne et le sceptre, tandis que derrière lui, le féroce gardien des Enfers, Cerbère, vérifie que personne ne gêne le chemin de son maître en tournant ses trois têtes dans tous les sens. Proserpine lutte en vain pour échapper à la fureur érotique de Pluton en repoussant le visage du dieu de sa main gauche ; Pluton la tient avec force, enfonçant littéralement ses doigts dans sa cuisse et son côté. Avec ce détail, par lequel le Bernin rend avec une remarquable vraisemblance la douceur de la chair de Proserpine, le sculpteur démontre son étonnante virtuosité.
Le puissant dieu des Enfers regarde la jeune fille avec avidité, avec une nostalgie suggérée par les lignes d'ombre et les points blancs présents dans ses yeux, profondément creusés par l'artiste ; sa vision de la jeune fille est cependant empêchée car elle pose sa main sur son sourcil gauche. Proserpine, quant à elle, est représentée au moment où elle lance une invocation désespérée à sa mère Cérès et à ses compagnes. Ses yeux, pleins de larmes de marbre émouvantes dues à la perte des fleurs, révèlent un kaléidoscope d'émotions : on peut lire la honte pour sa nudité profanée par la poigne de fer du ravisseur, mais aussi la terreur de l'obscurité des Enfers et la peur de la violence brutale de Pluton.
La composition du groupe suit des lignes directrices dynamiques soulignées par les mouvements des membres et des têtes, accentués par le mouvement de la chevelure et du drapé, qui révèle le corps juvénile et sensuel de la déesse. Le corps de Pluton, en revanche, est puissant et musclé ; sa virilité est accentuée par l'épaisse barbe et les boucles sauvages de ses cheveux, dont les mèches, clairement définies et en fort relief, révèlent un usage abondant de la perceuse.
Le Bernin avait pour objectif de créer des œuvres dont la virtuosité était telle que les personnages mythiques représentés ressemblaient presque à de véritables personnages. Cependant, la nature du mouvement donne à la scène une certaine artificialité : la pose des deux personnages est plutôt contre nature et, idéalement, en forme de spirale, un expédient déjà utilisé dans le maniérisme pour exprimer au mieux une sensation de mouvement et de dynamique au sein d'une œuvre qui, évidemment, est caractérisée par son statique. Bien qu’elle ne soit pas naturelle, la pose, dans son ensemble, est sans aucun doute très théâtrale et a un grand impact émotionnel et visuel.
Le groupe, chef-d'œuvre de la sculpture baroque, possède un point de vue privilégié, celui frontal, qui rend les personnages reconnaissables et la scène compréhensible. L'œuvre est cependant lisible sous tous les points de vue, puisque chacun est capable de poursuivre la narration de la sculpture : en regardant Pluton depuis la gauche, on découvre que le dieu commence tout juste à courir, tandis que en regardant Proserpine depuis la diagonale de son socle, on peut voir comment ses yeux, depuis cette position, semblent regarder exclusivement le spectateur. La sculpture est également parfaitement finie dans toutes ses parties et abonde de détails qui captent l'attention de l'observateur.

## Critiques

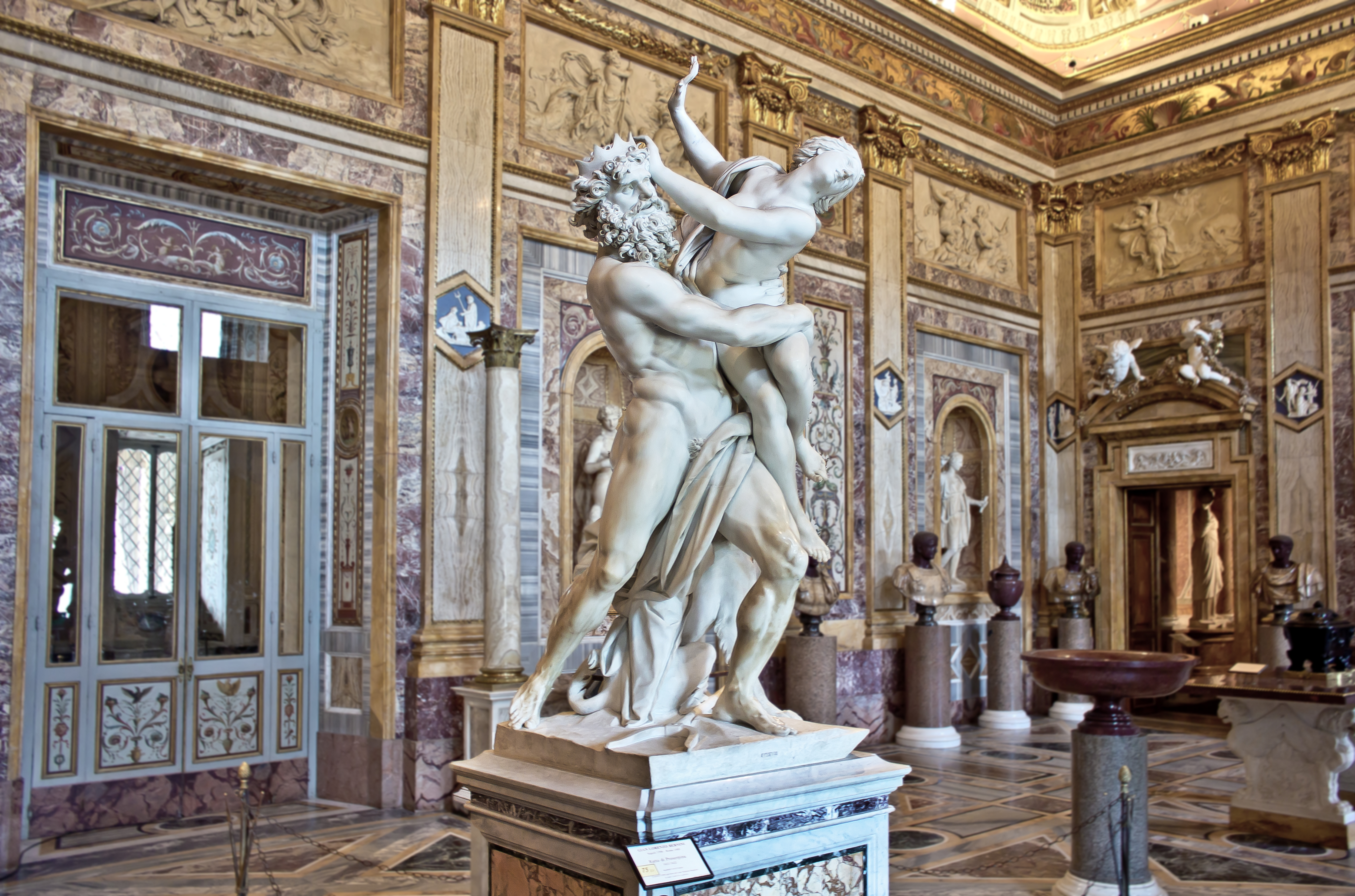
L'Enlèvement de Proserpine dans la salle des Empereurs de la Galerie Borghèse.

La plupart des critiques n’ont pas tardé à saluer l’œuvre. Rudolf Wittkower a noté : « Les représentations de telles scènes de viol dépendront de la conception nouvelle et dynamique du Bernin pendant les cent cinquante années suivantes ». Howard Hibbard fait des commentaires similaires en soulignant les effets réalistes que Le Bernin a obtenus en sculptant du marbre dur, tels que « la texture de la peau, les cheveux volants, les larmes de Perséphone et surtout la chair souple de la jeune fille ». Le choix du moment permettant de décrire l'histoire est également souvent cité : les mains de Pluton encerclent la taille de Proserpine au moment même où elle étend ses bras pour tenter de s'échapper. Le fils et biographe du Bernin, Domenico, l'a qualifié de « contraste étonnant de tendresse et de cruauté ».
Cependant, aux XVIIIe et XIXe siècles, alors que la réputation du Bernin est au plus bas, les critiques trouvent des défauts à la statue. Le visiteur français du XVIIIe siècle Jérôme de la Lande aurait écrit : « Le dos de Pluton est brisé ; sa silhouette est extravagante, sans caractère, sans noblesse d'expression et ses contours sont mauvais ; la silhouette féminine n'est pas meilleure ». Un autre visiteur français de la Villa Ludovisi est tout aussi critique, déclarant : « La tête de Pluton est vulgairement gaie ; sa couronne et sa barbe lui donnent un air ridicule, tandis que les muscles sont fortement marqués et la figure pose. Ce n'est pas une vraie divinité, mais un dieu décoratif... »
D'autres ont remarqué la pose tordue du groupe en contrapposto ou en figura serpentinata. Bien que rappelant le maniérisme, en particulier L'Enlèvement des Sabines de Jean Bologne|Giambologna, le Bernin permet au spectateur d'absorber la scène d'un seul point de vue. Tandis que d'autres représentations fournissent davantage de détails, un spectateur peut voir le désespoir de Proserpine et les tentatives laborieuses de Pluton pour l'attraper. Cela contraste avec la sculpture maniériste de Jean Bologne, qui oblige le spectateur à marcher autour de la sculpture pour avoir une vue sur l'expression de chaque personnage,.

## Postérité

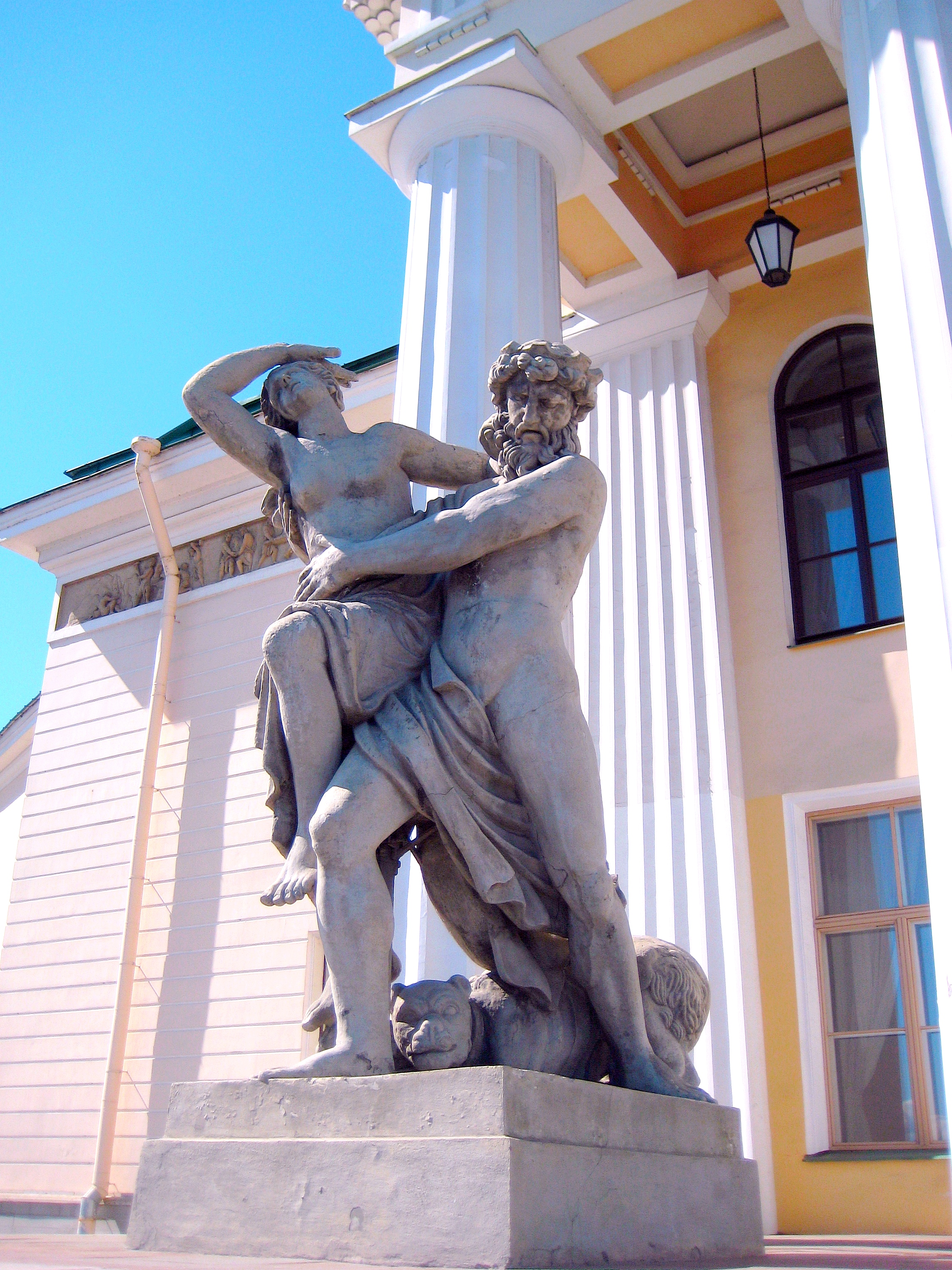
Vassili Demuth-Malinovski, L'Enlèvement de Proserpine, 1809, Saint-Pétersbourg.

En 1811, le sculpteur russe Vassili Demuth-Malinovski a créé une sculpture également intitulée L'Enlèvement de Proserpine, qui se trouve actuellement à Saint-Pétersbourg
Pluton et Proserpine de Jeff Koons est une sculpture en acier inoxydable de 11 pieds de haut avec un revêtement de couleur transparent et des plantes avec des fleurs vivantes. Le promoteur et collectionneur d'œuvres d'art argentin Eduardo Costantini l'a achetée pour l'installer dans le couloir de son luxueux condo en bord de mer à Bal Harbour, en Floride, dont l'achèvement était prévu pour 2016.